# تشارلز إي. ووكر
تشارلز إي. ووكر (بالإنجليزية: Charles E. Walker)‏ هو سياسي أمريكي، ولد في 11 مارس 1860، وتوفي في 6 يونيو 1893. حزبياً، نشط في الحزب الديمقراطي. وقد انتخب عضو مجلس ولاية نيويورك.